# Artcurial
 (juin 2020).
Si vous disposez d'ouvrages ou d'articles de référence ou si vous connaissez des sites web de qualité traitant du thème abordé ici, merci de compléter l'article en donnant les références utiles à sa vérifiabilité et en les liant à la section « Notes et références ».
Artcurial est une maison française de ventes aux enchères d’œuvres d'art et d’objets de collection. Son siège se situe dans un hôtel particulier au 7, rond-point des Champs-Élysées, dans le 8e arrondissement de Paris. En 2022, le groupe revendique près de 216,5 millions d’euros en volume de ventes. Parmi ses actionnaires figurent entre autres le Groupe Dassault ainsi que la famille monégasque Pastor.

## Historique
La galerie d'art Artcurial a été créée en juin 1975 par François Dalle, alors PDG de L'Oréal, au 9, avenue Matignon. Artcurial exerçait à la fois des activités de galerie, de librairie spécialisée et surtout de maison d'édition d'œuvres multiples. De 1975 à 2002 (date de son rachat), Artcurial a ainsi édité les œuvres de 70 artistes : Arman, Sonia Delaunay, Giorgio de Chirico, Marino Di Teana, Takis, François-Xavier Lalanne, Nicolas Schöffer...
En 2002, Nicolas Orlowski, en association avec la famille Dassault, rachète la galerie Artcurial à la société L'Oréal pour en faire une maison de ventes aux enchères spécialisée dans l'art et les antiquités, à la suite de la perte de monopole des commissaires-priseurs sur l'organisation des ventes aux enchères en France (loi du 10 juillet 2000). Cette libéralisation a également permis l'arrivée de maisons étrangères en France comme Christie's et Sotheby's.
La société s'installe dans l'ancien Hôtel d'Espeyran, construit en 1888 au 7, rond-point des Champs-Élysées, propriété du groupe Dassault.
Depuis 2006, Artcurial est la première maison française de ventes aux enchères[réf. nécessaire]. De nouveaux départements se sont développés comme le Design, ou le Street Art pour suivre les tendances du marché international. Artcurial a trois lieux de ventes principaux à Paris, Marrakech et Monaco et organise ses ventes autour de plusieurs spécialités : Beaux-Arts, Arts Décoratifs, Automobiles de collection, Joaillerie, Horlogerie de collection, Vins fins et Spiritueux. Elle présente aussi des ventes dédiées au mobilier d’hôtel reliées au département Inventaires & Collections.
Le 12 juin 2025, la maison Artcurial se charge de la vente, du manuscrit original de l’Appel du 18 juin du général de Gaulle, au archives nationales de France.

## Le groupe Artcurial
En 2006, le groupe Artcurial, en association avec l'Aga Khan, crée la société Arqana, pour se spécialiser dans les ventes aux enchères de chevaux de course. L’Agence Artcurial Culture voit le jour en 2015. Elle propose un accompagnement sur mesure dans la conception et la mise en œuvre d’actions culturelles et artistiques. En 2017, il fait l’acquisition du groupe immobilier John Taylor, qui appartenait jusque-là aux quatre héritiers de l’homme d’affaires monégasque Michel Pastor.

## Activité
La société dispose d'une bibliothèque de 18 000 ouvrages contemporains relatifs à l'art du XXe siècle.
Artcurial soutient le Prix Marcel Duchamp et le Prix de dessin contemporain de la fondation d'art contemporain Daniel et Florence Guerlain.

## Implantation
Artcurial a des bureaux en France à Bordeaux, Montpellier, Strasbourg et Toulouse. La maison a développé des bureaux de représentation à Bruxelles, Milan et Munich ainsi que deux filiales à Monaco et au Maroc.

## Controverses
En 2012, la vente d'un sceau impérial chinois chez Artcurial, malgré les protestations de la Chine et de l'Association pour la protection de l'art chinois en Europe, suscite la polémique car cet objet d'art aurait été volé lors du sac du Palais d'Été de Pékin par les troupes franco-britanniques en 1860. Artcurial réfute cette provenance, affirmant que leur expertise maintient que le sceau ne vient pas du Palais d'Été.
En 2017, dans le journal Le Soir, Daniel Couvreur affirme que l’expert parisien d’Artcurial, Éric Leroy, aurait négocié illégalement des dessins originaux d'Edgar P. Jacobs, auteur de Blake et Mortimer : d'après Gaëtan Laloy, qui préside la Chambre belge des experts en bande dessinée, « Éric Leroy revendait les pièces à des collectionneurs de son réseau, en dehors du circuit des salles de vente publique ». L'information est corroborée par d'autres témoignages, publiés dans Aujourd'hui en France et L'Express. Lors d’une perquisitions chez Artcurial et au domicile d’Eric Leroy, la police retrouve un document certifiant que celui-ci a par exemple « échangé la couverture à l’encre de Chine de La Marque jaune contre une BMW 328 de 1936 avec M. Arthur Bich ». Ce dernier est l’héritier de l’empire financier des stylos Bic. La voiture d’avant-guerre se négocie selon Le Monde entre 300 000 et 600 000 euros.